# Богденешть (комуна, Васлуй)
Богденешть, Богденешті (рум. Bogdănești) — комуна у повіті Васлуй в Румунії. До складу комуни входять такі села (дані про населення за 2002 рік):
- Богденешть (1110 осіб)
- Буда (184 особи)
- Вледешть (102 особи)
- Вішинарі (160 осіб)
- Оргоєшть (212 осіб)
- Уля (413 осіб)
- Унцешть (947 осіб)
- Хороята (148 осіб)
- Хупка (174 особи)

Комуна розташована на відстані 257 км на північний схід від Бухареста, 20 км на південь від Васлуя, 79 км на південь від Ясс, 116 км на північ від Галаца.

## Населення
За даними перепису населення 2002 року у комуні проживали 3450 осіб, усі — румуни. Усі жителі комуни рідною мовою назвали румунську.
Склад населення комуни за віросповіданням:
| Релігія                                       | Кількість осіб | Відсоток |
| --------------------------------------------- | -------------- | -------- |
| православні                                   | 3441           | 99,7%    |
| п'ятдесятники                                 | 1              | < 0,1%   |
| адвентисти                                    | 1              | < 0,1%   |
| лютерани (Синодально-пресвітеріанська церква) | 1              | < 0,1%   |

## Зовнішні посилання
- Дані про комуну Богденешть на сайті Ghidul Primăriilor [Архівовано 8 лютого 2011 у Wayback Machine.]